# Бондоне
Бондоне (італ. Bondone) — муніципалітет в Італії, у регіоні Трентіно-Альто-Адідже, провінція Тренто.
Бондоне розташоване на відстані близько 470 км на північ від Рима, 55 км на південний захід від Тренто.
Населення — 679 осіб (2014).
Щорічний фестиваль відбувається 8 вересня. Покровитель — Natività di Maria Vergine.

## Демографія
Населення за роками:

Станом на 1 січня 2023 року в муніципалітеті офіційно проживало 16 іноземців з 8 країн, серед них 1 громадянин країн Євросоюзу та 3 громадяни України.

## Сусідні муніципалітети
- Баголіно
- Ідро
- Магаза
- Сторо
- Тіарно-ді-Сопра
- Вальвестіно